# همه پسران من
همه پسران من (انگلیسی: All My Sons) فیلمی در ژانر درام به کارگردانی اروینگ ریس است که در سال ۱۹۴۸ منتشر شد.

## بازیگران
- ادوارد جی. رابینسون
- برت لنکستر
- هاوارد داف
- ارلن فرنسیس
- هری مورگان
- الیزابت فریزر
- مدی کریستیانس
- فرانک کانروی
- لوید گوگ